# Frans-Engelse Oorlog
De Frans-Engelse Oorlog van 1202 tot 1214, ook Engels-Franse of Anglo-Franse Oorlog genoemd, was een langdurige strijd tussen het koninkrijk Engeland, waarvan de koning aan het begin van de oorlog nog grote lenen in Frankrijk bezat, en het koninkrijk van Frankrijk. Tijdens deze oorlog, die door meerdere wapenstilstanden werd onderbroken, kon Frankrijk grote delen van het zogenaamde Angevijnse Rijk in Frankrijk heroveren en behouden. De nederlagen in deze oorlog leidden in Engeland tot de Eerste Baronnenoorlog en de ondertekening van de Magna Carta door Jan zonder Land.

## Achtergrond

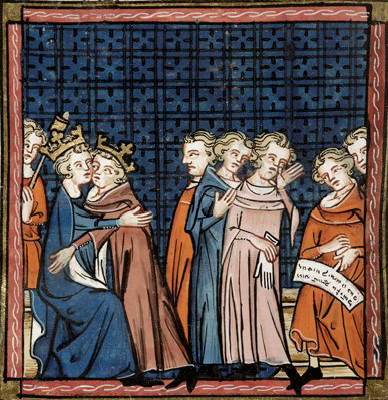
Vredessluiting tussen Jan zonder Land en Filips II (miniatuur uit de 14e eeuw).

Door de verovering van Engeland door Willem de Veroveraar was de hertog van het Noord-Franse Normandië ook koning van Engeland geworden. Afgezien van enkele korte onderbrekingen waren ook Willems opvolgers tegelijk koning van Engeland als hertog van Normandië gebleven, waardoor ze bij hoofde vazallen van de koning van Frankrijk waren. Door het huwelijk van de latere Engelse koning Hendrik II Plantagenêt, die van zijn vader de Franse graafschappen Anjou, Maine en Tours had geërfd, met Eleonora van Aquitanië, de erfgename van het hertogdom Aquitanië, ontstond het Angevijnse Rijk. Dit rijk omvatte naast Engeland en Normandië ook de door erfenissen en huwelijk verworven bezittingen en maakte van de Engelse koning, met als moedertaal Frans, dus de machtigste leenman in Frankrijk. 
De Franse koning Filips II, die in 1180 op de troon kwam, zette de politiek van zijn vader voort om het Angevijnse Rijk van de Plantagenêts, dat een bedreiging vormde voor de macht van de koning, af te breken. Richard Leeuwenhart, de derde zoon en opvolger van Hendrik II, had in een meerjarige oorlog van 1194 tot 1199 weliswaar Filips II kunnen verslaan, maar sneuvelde kort daarop aan een pijlwonde opgelopen tijdens het beleg van het kasteel van Châlus-Chabrol in Zuidwest-Frankrijk. Zijn broer, Jan zonder Land, werd daarop koning van Engeland en hertog van Normandië. Ondanks de tegenwerking van Filips II, die Jans neef Arthur I van Bretagne steunde, kon hij ten slotte ook de heerschappij over de andere Franse bezittingen van zijn familie overnemen. In het verdrag van Le Goulet erkende de Franse koning in 1200 de heerschappij over deze de gebieden, maar in ruil werd hij wel door Jan zonder Land erkend als leenheer van zijn Franse bezittingen.

## Nieuwe oorlog
De vrede tussen beide koningen was van korte duur. De hoofdoorzaak van de nieuwe oorlog was de weigering van Jan om in te gaan op de eisen van het Huis Lusignan, een van zijn machtigste vazallen in Aquitanië. Zij wendden zich daarop tot de Franse koning als hun opperleenheer, die Jan verplichtte hun grieven aan te horen. Doordat Jan deze aanmaning naast zich neerlegde, liet Filips II de Engelse koning voorleiden voor het hofgerecht. Jan antwoordde hierop dat hij als hertog van Normandië het oude privilege had om de Franse koning slechts aan de grens van zijn hertogdom te ontmoeten. Filips II ging hier tegen in omdat Jan zich niet als hertog van Normandië, maar als hertog van Aquitanië moest verantwoorden. Bij een nieuwe weigering van Jan Zonder Land om zich voor de klachten van zijn vazallen te verantwoorden, verklaarde Filips II in mei 1202 de Engelse koning tot opstandige vazal en ontnam hem al zijn lenen in Frankrijk.

### Veldtochten van 1202

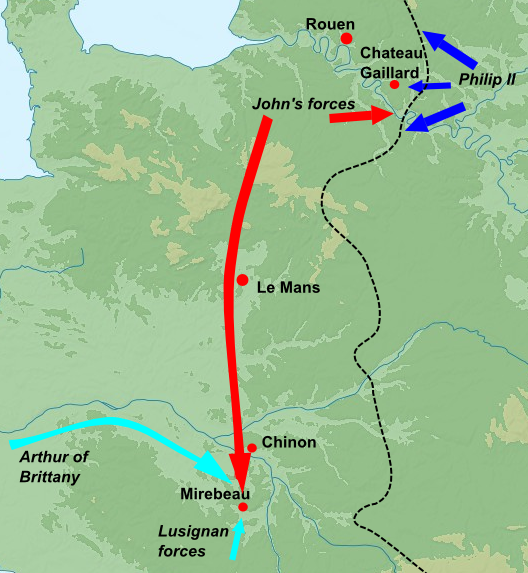
De veldtochten van 1202.

Filips II begon de oorlog met een aanval op Normandië. Daarvoor sloeg hij in juli Jans neef Arthur van Bretagne, die weer zijn aanspraken op zijn erfdeel deed gelden, in Gournay-en-Bray tot ridder en beleende hem met Jans voormalige lenen in Frankrijk, buiten Normandië dat hij tot kroonland uitriep. Terwijl Arthur samen met Poitevijnse edelen, die tegen Jans heerschappij rebelleerden, de bezittingen van Jan langs de Loire aanviel en plunderde, viel Filips II met zijn leger de ketting van burchten aan de oostgrens van Normandië aan. Jan vertrouwde op de verdedigingsmacht van deze machtige burchten en leidde zijn huurlingenleger naar het zuiden, om zijn bezittingen daar te verdedigen. Bij Le Mans ontving hij het bericht, dat zijn oude moeder Eleonora door Arthur en diens bondgenoten in de burcht van Mirebeau werd belegerd. Met de hulp van zijn vazal Willem des Roches leidde hij zijn leger in een geforceerde mars naar Mirebeau, waar hij op de morgen van 31 juli de rebellen volkomen verraste. Met de hulp van de met de plaats bekende Willem des Roches drong hij de stad in en kon alle ridders en leiders van de rebellen gevangen nemen. Naast Jans neef Arthur geraakten ook Godfried van Lusignan, Hugo de Bruine, Savary de Mauléon en meer dan 200 ridders in gevangenschap. Het merendeel van deze ridders liet hij naar Engeland overbrengen, om ze tot de betaling van hun losgeld zeker in bewaring te houden. (slag bij Mirebeau)
Jan slaagde er echter niet in deze overweldigende overwinning uit te buiten. Zo kwam hij met Willem des Roches in conflict over de behandeling van de gevangenen, waarop deze zich kort daarop samen met burggraaf Amery de Thouars bij Jans tegenstanders aansloot. Hun bezittingen in Anjou en het noorden van Poitou onderbraken nu Jans verbindings- en aanvoerlijnen naar Aquitanië. In de herfst van 1202 veroverden de Bretoenen Angers, de oude residentie van Jans voorvaderen. Jan concentreerde zijn krachten op Argentan in het westen van Normandië, maar geraakte steeds meer in het defensief. Zijn reputatie liep verder schade op, toen meer dan twintig van de bij Mirebeau gevangen genomen ridders bij een ontsnappingspoging uit de Keep van Corfe Castle nadat ze deze hadden bezet, zich ten slotte liever verhongerden dan zich weer over te geven. Noch ernstiger voor zijn reputatie waren de geruchten over het lot van zijn gevangen genomen neef Arthur, die hij tot bij hem in Rouen had laten brengen. Daar zou deze van het toneel verdwijnen, wat tot de geruchten leidde dat Jan in april 1203 zijn neef in woede of beschonken toestand zou hebben omgebracht.

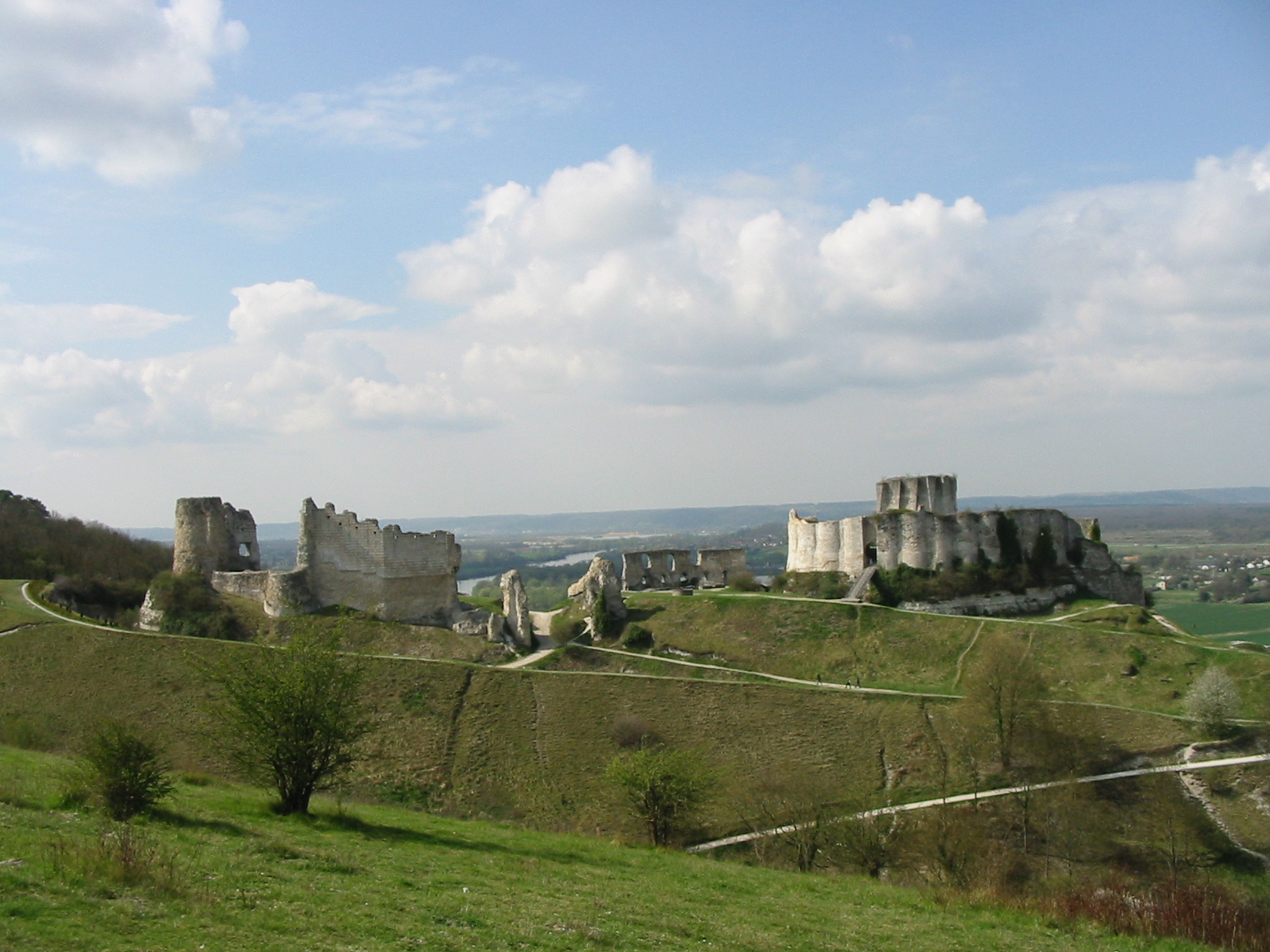
De ruïne van het voor onneembaar gehouden Château Gaillard.

### Franse verovering van Normandië van 1203 tot 1204
In januari werd Jans vrouw, koningin Isabella, in de burcht Chinon belegerd. Hij brak een door hem geleide aanval naar Chinon af, nadat graaf Robert I van Alençon in het zuiden van Normandië van kant was gewisseld. Jan zelf was als gevolg hiervan zozeer van de onbetrouwbaarheid van zijn vazallen in Normandië overtuigd geraakt, dat hij in de zomer van 1203 geen enkel veldtocht meer ondernam. Zijn vrouw Isabella werd ten slotte door een huurlingencontingent onder leiding van Pierre de Préaux ontzet en was naar Argentan overgebracht. Filips II kon daarentegen langs de Loire doorstoten, terwijl de rebellen uit Poitou aanvallen op Aquitanië ondernamen. Aansluitend nam Filips II zijn aanvallen op de grensburchten van Normandië weer op. Vervolgens werd Conches veroverd en gaf verrassend genoeg de door Robert FitzWalter en Saer de Quincy verdedigde burcht van Le Vaudreuil zich over. Eind augustus begonnen de Fransen met de belegering van het kasteel Gaillard, dat het Seinedal afsloot. Een door Jan en zijn vertrouweling Willem de Maarschalk geleide poging tot ontzetting te land en te water mislukte en ging gepaard met hoge verliezen. Jan richtte zich daarop naar het westen en viel Bretagne aan, waar hij Dol plunderde. Jan, die mistrouwig was tegenover zijn baronnen in Normandië, zou zijn veldtocht afbreken en op 5 december 1203 vanuit Barfleur naar Portsmouth in Engeland afvaren. 
In Engeland begon Jan met de voorbereidingen voor een nieuwe veldtocht in Normandië. Begin maart 1204 veroverden de Fransen echter stormenderhand het voor onneembaar gehouden kasteel Gaillard. In plaats van nu naar Rouen − de zwaar ommuurde hoofdstad van Normandië − te marcheren, leidde Filips II zijn leger naar het westen van Normandië. In april deed Jan hem het voorstel een wapenstilstand te sluiten, maar Filips II eiste van hem het verzaken aan al zijn continentale bezittingen. Filips II vermeed de grensvestigingen in het zuiden van Normandië en stootte doorheen het dal van de Orne door tot in het hart van het hertogdom. Hij veroverde dit zonder grote weerstand, terwijl het door de huurlingenleider Lupescar verdedigde Falaise reeds na een week capituleerde. Lupescar wisselde nu van kant en sloot zich bij Filips II aan. Vervolgens bezette Filips II zonder strijd te hoeven leveren Caen, de oude hoofdstad van Normandië, en als een gevolg hiervan huldigden talrijke baronnen uit de omgeving de Franse koning als hun nieuwe leenheer. Begin mei stootte een Bretoens leger door tot in het westen van Normandië, veroverde de Mont-Saint-Michel en Avranches en verenigde zich met het Franse leger bij Caen. Terwijl een afdeling van het leger het schiereiland Cherbourg bezette, stoot het Franse hoofdleger nu over Liseux door naar Rouen. Daarmee was Normandië de facto veroverd. Om een zinloze verwoesting van Rouen te verhinderen, kwam Pierre de Préaux, de Engelse commandant van de stad, met de Fransen op 1 juni een dertig dagen durende wapenstilstand overeen. Toen het definitief duidelijk was dat er vanuit Engeland geen ontzettingsleger zou komen, capituleerde hij noch voor de afloop van het bestand op 24 juni, waarmee Normandië voor Engeland verloren was.

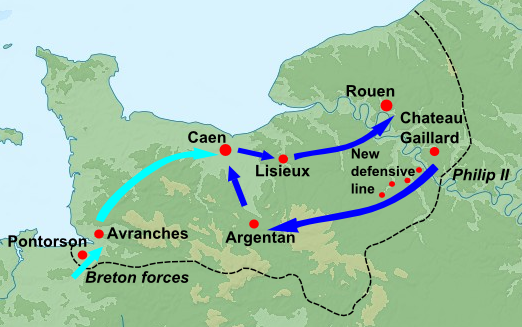
De veldtocht van Filips II (blauw) voor de verovering van Normandië in 1204.

De redenen voor het snelle verlies van het hertogdom waren complex. Boven op de fouten die Jan maakten, kwam het feit dat de uitputtende oorlogen onder zijn vader en broer, Richard Leeuwenhart, de financiën van het hertogdom hadden uitgeput. Terwijl Richard Leeuwenhart echter noch met zijn oorlogen succes boekte, werd met zijn broer gespot als succesloze "zonder Land" of Softsword. Het Franse koninklijke hof van Filips II was daarentegen aan het eind van de 12e eeuw uitgegroeid tot cultureel en politiek centrum van Frankrijk, zodat ook de band van Normandië met Engeland steeds losser werd. De cultuur van Normandië en Normandisch Engeland zouden uit elkaar groeien en de edelen in Normandië begonnen zichzelf niet langer als Normandische maar als Franse edelen te beschouwen. Dientengevolge bleek dat bij de verdediging van Normandië de weerstand tegen de Franse aanvallers slechts noch door Jans huurlingen en Engelse ridders en baronnen werd gedragen, zodat Jan alomtegenwoordig verraad vermoedde. Volgens contemporaine chroniqueurs reageerde Jan amper op de invallen van Filips II, terwijl hij dagenlang met zijn jonge vrouw in bed lag. In werkelijkheid blijkt uit de bronnen dat Jan zich wel degelijk inspande en van hot naar her reisde, zonder evenwel doeltreffend Normandië te kunnen verdedigen.

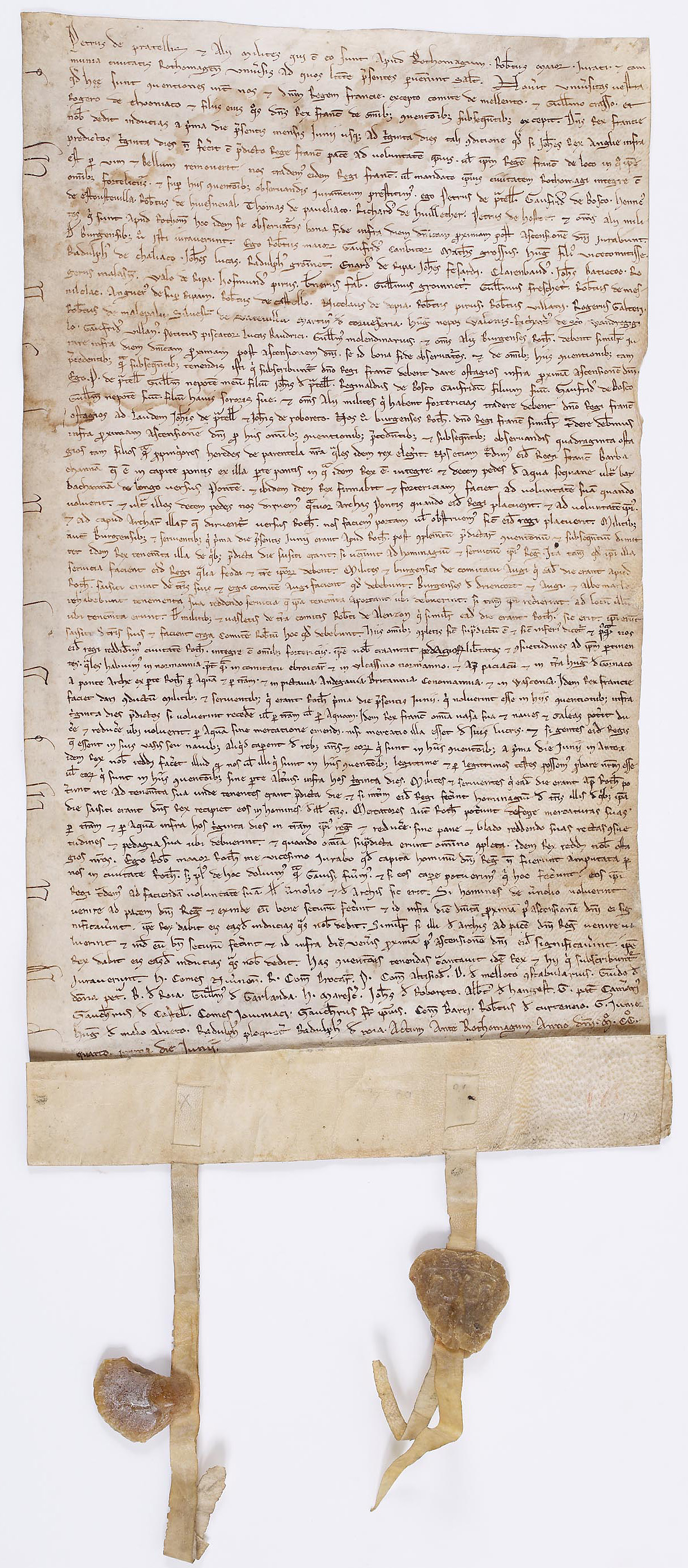
Capitulatieoorkonde van Rouen van 1 juli 1204.

### Gevolgen van de verovering van Normandië
Door de oorlog van 1202 tot 1204 had Jan niet alleen Normandië, maar ook Anjou, Maine en het graafschap Tours verloren, waarvan de edelen naar Filips II waren overgelopen. Na de dood van Jans moeder Eleonora, die suo jure hertogin van Aquitanië was geweest, op 1 april 1204 huldigden ook vele baronnen van Aquitanië de Franse koning, die in augustus triomfantelijk Poitiers introk,  als hun leenheer. Slechts een deel van Poitou samen met La Rochelle alsook Gascogne, dat door Elias van Malemort, aartsbisschop van Bordeaux, werd verdedigd, bleven in handen van Jan zonder Land. 
Als gevolg van de verovering van Normandië moesten talrijke Anglo-Normandische baronnen, die lenen in Normandië bezaten, om deze bezittingen vrezen. Filips II verlangde van hen de leeneed, terwijl Jan ze in dat geval als verraders zou behandelen. De meesten zochten door betalingen een uitstel van de leeneed te bekomen, maar ten slotte verklaarde Filips II onder de vorm van een algemeen decreet met weinig uitzonderingen de landerijen van edelen, die zich in Engeland ophielden en tegen een vastgestelde tijdstip niet naar Frankrijk ware teruggekeerd voor verbeurd. Jan dreigde hetzelfde te doen met de landerijen van de edelen, die Filips II trouw zwoeren.
De verre verbindingswegen naar de overgebleven Engelse bezittingen in Zuidwest-Frankrijk, die rond het voor de zeevaart gevaarlijke en bovendien hen toentertijd vijandig gezinde Bretagne voerden, alsook de bedreiging van de Zuid-Engelse kusten na de verovering van Normandië door Frankrijk toonden aan, dat de schepen van de Cinque Ports alleen niet meer toereikend waren voor de zeeoorlog. De koning gaf daarom de opdracht aan Willem van Wrotham om een eigen koninklijke marine uit te bouwen, die aan de basis ligt van de huidige Royal Navy.

## Mislukken van de Engelse veldtocht van 1205
Jan gaf zijn aanspraken op de verloren gebieden echter tijdens zijn hele leven niet op. Eind maar 1205 kon hij op een raadsvergadering van zijn Engelse baronnen de toestemming afdwingen om hem weer bij de actieve verdediging van zijn bezittingen in Frankrijk te ondersteunen. Zo kon hij voor 1 mei een tiende deel van zijn feodale leger in Londen bijeenroepen, dat hem voor de noodwendige verdediging van het rijk ter beschikking stond. Hij trachtte zo een kleiner, slagkrachtiger leger te behouden, dat hem ook langer dan de door de leenplicht verlangde 40 dagen ter beschikking stond. Een deel van zijn troepen, vooral huurlingen onder het bevel van zijn buitenechtelijke zoon Geoffrey, stuurde hij naar Dartmouth, verreweg het grootste deel stuurde hij naar Portsmouth. In juni bracht hij een grote vloot voor Portsmouth bijeen om zijn leger naar Frankrijk over te zetten. Zijn Engelse baronnen brachten echter talrijke voorwendsels naar voren waarom ze hem niet naar Frankrijk moesten volgen. Zelfs William Marshal wilde niet aan de veldtocht deelnemen, daar hij net met de koning van Frankrijk een overeenkomst had afgesloten waardoor hij zijn lenen in Normandië kon behouden. Aangezien Jan zijn baronnen niet van mening kon doen veranderen, vertrok uiteindelijk slechts een huurlingencontingent naar Poitou alsook versterkingen onder leiding van William Longespée, de halfbroer van de koning, naar La Rochelle. Van zijn geplande hoofdveldtocht, die waarschijnlijk tegen Normandië was gericht, moest de koning daarentegen afzien. Omwille van de uitblijvende ontzettingsmacht moesten de geïsoleerde burchten van Chinon en Loches in de zomer 1205 voor de Franse belegeringstroepen capituleren.

## Engelse veldtocht van 1206
Vanaf april 1206 bereidde Jan een expeditie naar Zuidwest-Frankrijk voor om de verdediging van zijn daar overgebleven bezittingen te organiseren. Begin juni 1206 zeilde hij met zijn strijdmacht naar La Rochelle, dat hij op 7 juni bereikte. Hoewel in het voorjaar de Engelse baronnen het mislukken van de veldtocht hadden bewerkstelligd, begeleidden bij deze veldtocht verbazingwekkend veel van zijn edelen hem. In La Rochelle sloten zich talrijke edelen uit Aquitanië bij hem aan. Daar zijn strijdkrachten voor een veroveringsveldtocht desalniettemin niet volstonden, ondernam hij aanvankelijk meerder invallen in Poitou, waarvan de edelen voor het merendeel de kant van koning Filips II hadden gekozen. Tijdens een eerste inval ontzette hij de stad Niort, die door Savary de Mauléon voor hem was in handen gehouden. Aansluitend wendde hij zich kort naar het zuiden, voordat hij in juli naar de monding van de Garonne zeilde en vandaar een aanval op Montauban ondernam, dat een bolwerk van zijn adellijke tegenstanders in Zuidwest-Frankrijk was. Hij slaagde erin de onneembaar geachte stad na 15 dagen belegering met behulp van belegeringsmachines te veroveren. In augustus keerde hij terug naar Niort en ondernam een inval richting oosten tot aan Montmorillon. Aimery, de burggraaf van Thouars, die door de Franse koning tot seneschalk van Poitou was benoemd geworden, liep nu over naar het kamp van Jan. Jan trok nu westwaarts tot aan de grens van Bretagne, om vandaar naar Angers, de residentie van zijn voorvaderen, door te stoten. Na een oponthoud van een week in Angers trok hij noch verder naar het noorden tot aan Le Lude, voordat hij zich weer in Poitou terugtrok. 
De Franse koning Filips II had tegen deze invallen zijn feodale leger bijeengeroepen en was tot aan de grens van Poitou opgerukt, doch ondernam geen tegenaanval. Op 26 oktober 1206 sloten de beide koningen een wapenstilstand, waarbij Filips II herovering van verdere delen van Poitou erkende. De wapenstilstand was vastgelegd om twee jaar te duren en er werd over de nalevering ervan gewaakt door een commissie, die uit vier baronnen van beide partijen bestond. Door deze veldtocht had Jan niet alleen verdere delen van Poitou herwonnen alsook Aquitanië beveiligd, maar ook waardevolle ervaring opgedaan met betrekking tot de uitvoering van op zee gesteunde militaire operatie.

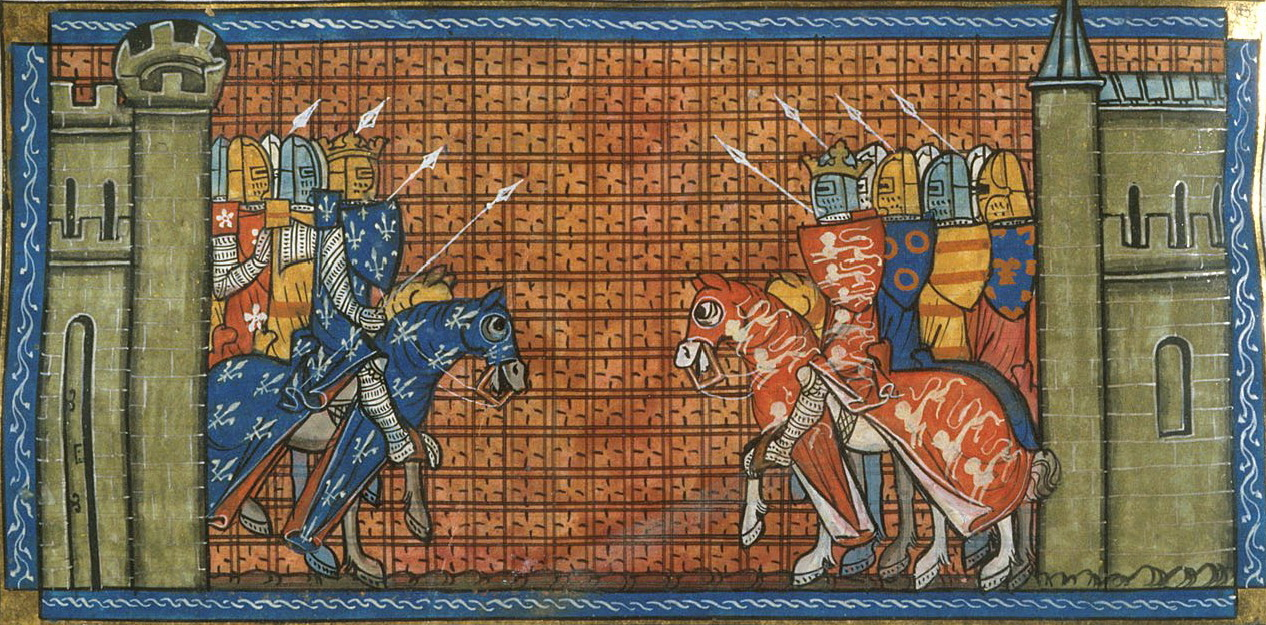
Slag tussen Jan zonder Land en Filips II (miniatuur uit de 14e eeuw).

## Geplande krijgstocht naar Frankrijk in 1212
In de daaropvolgende jaren bekommerde Jan zich om de bestuur van Engeland. Conflicten met de paus, Welshe vorsten en Schotland weerhielden hem van verdere krijgstochten tegen Frankrijk. Na succesvolle krijgstochten tegen Wales en Schotland begon Jan vanaf 1211 terug te geloven in een spoedige herovering van zijn bezittingen in Frankrijk. Hij vernieuwde zijn bondgenootschap met graaf Reinoud van Boulogne, die hij door de vrede van Goulet in 1200 had beëindigd, en bereidde een veldtocht naar Frankrijk voor de zomer van 1212 voor. De opstand van de Welshe vorsten, die zich onder leiding van Llywelyn ab Iorwerth tegen de uitbouw van Jans hegemonie over Wales verzetten, kwam voor hem onverwachts. Nadat de opstand ernstiger bleek, dan Jan aanvankelijk had aangenomen, riep hij zijn land- en zeemacht, die hij in Portsmouth had doen verzamelen, naar Chester. Daar kwam hem ter ore dat een aantal Engelse baronnen tegen hem hadden samengezworen om hem tijdens de veldtocht naar Wales te zullen doden. Daarop zag hij af van zijn veldtocht naar Wales en richtte hij zijn aandacht op de opstandige baronnen.

## Mislukte Franse invasiepoging van 1213
De Frans koning Filips II hoopte dat hij bij een landing in Engeland op de steun van de opstandige baronnen tegen de sinds 1209 geëxcommuniceerde Jan kon rekenen. Hij bereidde daarom voor het jaar 1213 een invasie van Engeland voor. Zijn vazal, graaf Ferrand van Vlaanderen, verlangde echter als tegenprestatie voor zijn deelname aan de invasie de teruggave van twee steden, die hij tevoren aan de koning had moesten afstaan. De Franse koning zeilde daarom, alvorens hij naar Engeland overstak, met zijn vloot naar Vlaanderen, om zijn soevereiniteit tegenover graaf Ferrand te doen gelden. Terwijl de Franse soldaten Gent aanvielen, werd de voor Damme geankerde, haast weerloze Franse vloot op 30 en 31 mei door de Engelse vloot onder leiding van William Longespée aangevallen. De Engelsen konden de Franse vloot een zo grote nederlaag toebrengen, dat de invasiepoging van de Franse koning nog voor ze goed en wel begonnen was mislukte.

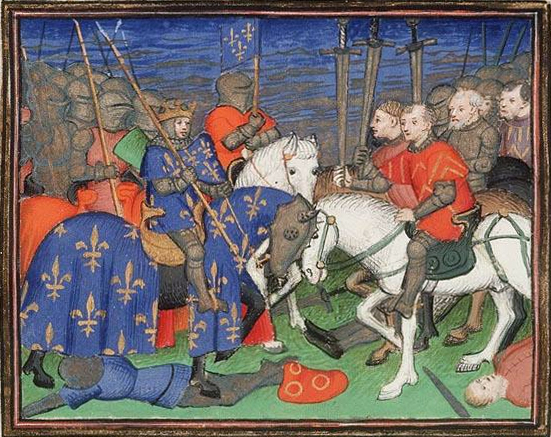
Overwinning van Filips II in de slag bij Bouvines (miniatuur uit de vroege 15e eeuw).

## Engelse aanval op Frankrijk in 1214
Het jaar daarop plande Jan om met een aanval in tangbeweging op Frankrijk Filips II te verslagen. Terwijl hijzelf een expeditie in Poitou zou aanvoeren, zou een andere Engels leger zich met de legers van de rooms-Duitse keizer Otto IV, de graaf van Boulogne en andere bondgenoten verenigen. 
Koning Jan landde in februari 1214 in La Rochelle. Nadat hij aanvankelijk aanvallen in Limousin en Gascogne had ondernomen, marcheerde hij in mei door Poitou, waar hij eerst de familie Lusignan kon verslagen en ten slotte door een trouwbelofte van zijn dochter Johanna met Hugo X van Lusignan voor zich winnen.
Daarna richtte hij zich op het noorden, veroverde Nantes en kon opnieuw Angers binnentrekken. Toen hij de burcht van Roche-aux-Moines ten noorden van Angers belegerde, verscheen de Franse prins Lodewijk met een leger voor de burcht. De Franse bondgenoten van Jan lieten hem in de steek en vluchten zodat Jan zelf zonder strijd te leveren het slagveld ruimde en terug naar La Rochelle vluchtte, dat hij op 9 juli bereikte.
Ook het tweede deel van Jans krijgsplan mislukte. Het leger van William Longespée kon zich weliswaar met de legers van de bondgenoten verenigen, maar werden vervolgens op 27 juli door de Franse troepen in de slag bij Bouvines beslissend verslagen. Koning Filips II stootte nu tot in Poitou door en op 18 september bemiddelde de uit Engeland afkomstige kardinaal Robert Curzon een vijfjarige wapenstilstand tussen beide koningen.

## Gevolgen
Jan trok zich in oktober 1214 weer naar Engeland terug, waar hij een adellijke oppositie tegenover zich vond. Hij moest ten slotte op de eisen van zijn opstandige baronnen ingaan en in 1215 in de Magna Carta hun rechten bevestigen. 
Desalniettemin kwam het kort daarop toe een burgeroorlog in Engeland, tijdens dewelke de opstandige baronnen de Engelse kroon aan de Franse prins Lodewijk aanboden. Lodewijk landde op 22 mei 1216 in Engeland en werd in Londen tot koning uitgeroepen. Hij kon al snel grote delen van het land bezetten, maar Jan wist weerstand te bieden. Tijdens een veldtocht naar Midden-Engeland zou Jan dysenterie oplopen en op 18 oktober 1216 hieraan sterven. 
Zijn aanhangers kroonden alras zijn negenjarige oudste zoon Hendrik tot nieuwe koning. De regent Willem de Maarschalk erkende in naam van de jonge koning de Magna Carta, waarop talrijke Engelse baronnen naar het kamp van de minderjarige koning Hendrik overliepen. Na meerdere nederlagen moest prins Lodewijk in september 1217 de vrede van Lambeth sluiten, aan zijn aanspraken op de Engelse troon verzaken en Engeland verlaten.
Na het afkopen van de wapenstilstand viel de nu Franse koning geworden Lodewijk VIII in 1224 in een nieuwe oorlog de Engelse bezittingen in Zuidwest-Frankrijk aan en kon ze tot op Gascogne na veroveren. Een invasiepoging van Hendrik III in Normandië in 1230 mislukte, in 1242 mislukte een volgende veldtocht van Hendrik in Frankrijk door de nederlaag bij Taillebourg. Daarna ondernam Hendrik III geen verdere veldtochten meer tegen Frankrijk en erkende hij in 1259 in het verdrag van Parijs het verliest van de bezittingen van zijn familie, maar bleef wel heer van Gascogne.